# Оскар-Хелене-Хайм (станция метро)
«Оскар-Хелене-Хайм» (нем. Oscar-Helene-Heim) — станция Берлинского метрополитена. Расположена на линии U3, между станциями «Тильплац» и «Онкель Томс Хютте». Станция расположена на пересечении улиц Аргентинише Аллее (нем. Argentinische Allee) и Клайаллее (нем. Clayallee). В непосредственной близости от станции расположено консульство США.

## История
Станция открыта 22 декабря 1929 года в составе участка «Тильплац» — «Крумме Ланке» и расположена в районе Берлина Штеглиц-Целендорф. Станция была названа по близлежащей больнице, которая в настоящее время объединена с больницей Беринг (нем. Behring).

## Архитектура и оформление
Станция построена по проекту архитектора Фридриха Хэннинга. Выход со станции расположен в восточном конце платформы. Здание вестибюля представляет собой кирпичный двухэтажный дом с двускатной крышей. Внутреннее пространство наземного вестибюля оформлено в светло-зелёных тонах.